# Susan McSween
Susan McSween, smeknamn "Cattle Queen of New Mexico", född 30 december 1845 i Gettysburg, Pennsylvania, död 3 januari 1931 i White Oaks, New Mexico, var en mexikansk ranchägare.

## Biografi
Susan McSween föddes som Susan Hummer i Gettysburg, Pennsylvania. Hon gifte sig med Alexander McSween den 23 augusti 1873 i Atchison, Kansas och de flyttade till Eureka, Kansas. 1875 flyttade de till Lincoln County, New Mexico, där de tog över "Three Rivers Ranch". Paret blev vän med västernlegenden John Chisum. Hennes man dödades i Lincoln County War 1878. Hon tog då över sin ranchverksamheten och fick med tiden smeknamnet "Cattle Queen of New Mexico". Hon gifte sig 1880 med juristen George Barber, som hade hjälpt henne efter den förste makens död. De skilde sig dock senare.
Susan McSween sålde ranchen 1902 då hon flyttade till White Oaks, New Mexico, där hon levde till sin död 1931.

## Filmer
- I Chisum från 1970 spelas hon av Lynda Day George.
- I Young Guns från 1988 spelas Susan McSween av Sharon Thomas.